# Vezio Orazi
Vezio Orazi (Roma, 1º novembre 1904 – Ervenico, 26 maggio 1942) è stato un militare, prefetto, dirigente sportivo e calciatore italiano, di ruolo centrocampista, decorato di Medaglia d'oro al valor civile alla memoria nel corso della seconda guerra mondiale.

## Biografia
Nacque a Roma il 1 novembre 1904, figlio di Vittorio. Nella stagione calcistica 1920-1921, dopo aver precedentemente militato nella squadra Boys, entra a far parte della prima squadra della Lazio insieme al fratello maggiore Spartaco Orazi. I due cominciano a far coppia fissa sulla linea mediana laziale, ma la sua carriera calcistica di livello si concluse nel 1923. Iscritto al Fascio di Roma del Partito Nazionale Fascista dal 14 aprile 1922, squadrista, partecipò alla marcia su Roma.
Laureatosi in legge nel 1927 organizzò il Primo Congresso Universitario Internazionale di Sport, e nel 1928 fu nominato segretario dei Gruppi Universitari Fascisti (GUF). 
Insieme al fratello scese in campo fino ai primi anni trenta del XX secolo in varie squadre minori romane tra le quali l'Appio-Metronia e formazioni di "Gentlemen", inoltre nel 1926, in occasione di alcune partite amichevoli, sostituisce l'allora tecnico della Lazio, l'ungherese Dezső Kőszegi. 
Dirigente dell'Ufficio Estero dei GUF, fondatore della Coorte Universitaria della Milizia Volontaria Sicurezza Nazionale, Segretario Federale dell'Urbe (novembre 1933 - novembre 1936), dopo lo scoppio della guerra d'Etiopia il 26 marzo 1936 partì volontario per l'Africa Orientale come tenente del 3º Reggimento bersaglieri.
Partecipò alla marcia su Addis Abeba nel maggio dello stesso anno. E dopo l'occupazione della Capitale fu primo Federale (segretario del Fascio) di Addis Abeba. Rientrato a Roma tre mesi dopo, fu nominato prefetto di 2ª classe il 16 novembre 1936 assumendo l'incarico a Cuneo, dove rimase sino al maggio 1937 quando fu nominato prefetto a Gorizia (maggio 1937-marzo 1939). A disposizione con l'incarico di Direttore generale per la Cinematografia presso il Ministero della cultura popolare (marzo 1939-giugno 1941) fu promosso prefetto di 1ª classe il 21 agosto 1939. Dal giugno 1940 in posizione di fuori ruolo.
Promosso capitano, dopo l'entrata in guerra del Regno d'Italia, avvenuta il 10 giugno 1940, a partire dall'ottobre dello stesso anno partecipò alla Campagna italiana di Grecia. Presidente dell'E.N.I.C. (gennaio 1940-ottobre 1941), a disposizione e incaricato di esercitare le funzioni ispettive (giugno-ottobre 1941). Nell'ottobre 1941 fu nominato prefetto di Zara, dove iniziò una dura repressione del movimento partigiano. Venne ucciso in una imboscata allestita dal primo plotone del battaglione partigiano "Bude Borjan" comandato da Slobodan Macura Bondo.
Insieme a lui perirono l'ufficiale dei carabinieri, capitano Umberto Bonassisi comandante della compagnia di Zara, il segretario del prefetto, tenente del Regio Esercito Giacinto Trupiano e tre soldati Michele Sampanella, Dino Cialdi e Arnaldo Zoppi.
Il mattino di quel giorno il prefetto decise di compiere un giro di ispezione nella parte orientale della provincia, interessata nei giorni precedenti da durissimi scontri tra i soldati italiani e i partigiani jugoslavi. Il prefetto salì a bordo di un’automobile condotta dal brigadiere di Pubblica sicurezza Pietro Bardelloni e sulla quale salirono due ufficiali dei Carabinieri ed il segretario del prefetto. Durante il giro d'ispezione il prefetto, insieme al segretario e alla scorta, raggiunsero il presidio militare di Ervenico, da cui ripartirono poco dopo le 13:00 insieme a una scorta composta da due autocarri con a bordo una dozzina di soldati.
Il convoglio percorse un breve tratto di strada, quando l'automobile, che procedeva in testa al convoglio, raggiunto un punto dove la strada si restringeva fu colpita dal fuoco dei partigiani. Il brigadiere Bardelloni rimase subito ucciso mentre si trovava al posto di guida, mentre il prefetto, il suo segretario, il capitano dei carabinieri, il segretario del prefetto e l'ufficiale e i tre soldati rimasero uccisi nel corso della seguente violentissima sparatoria. Come rappresaglia per la sua morte, un distaccamento di circa 300 soldati al comando del maggiore Capelli composto dalla 107ª Compagnia mitraglieri, dalla 107ª Legione CC.NN. “Cairoli”, da una sezione lanciafiamme supportato da 3 aerei lasciò Zara verso l'area di Bukovica.
Il 29 maggio i soldati presero 11 persone da Mokro Polje che furono rinchiuse nella prigione di Kistanje come sostenitori partigiani e giustiziati senza processo. Il giorno seguente circa 20 case sono state bruciate nel villaggio di Maibrade bruciando vivi due persone e un altro bambino. Ulteriori crimini si verificati quando, dopo aver perquisito villaggi e frazioni, 30 persone vennero giustiziate, furono bruciate 80 case e prese 200 pecore, 50 bovini e 30 capre. I funerali solenni del Prefetto si tennero nella Basilica di Santa Maria degli Angeli il 16 giugno 1942, e la salma fu poi tumulata nel cimitero del Verano. Fu insignito della Medaglia d'oro al valor civile.

### Fonti
1. 1 2 3 4 5 6 7 8  Italiani in guerra.
2. 1 2 3 4 5 6 7  Cifelli 1999, p. 197.
3. 1 2 3 4 5 6 7 8 9 10  Vojska.
4. 1 2  Cifelli 1999, p. 198.